# Brassica insularis
Brassica insularis là một loài thực vật có hoa trong họ Cải. Loài này được Moris mô tả khoa học đầu tiên năm 1837.